# Metoligotoma pentanesiana
Metoligotoma pentanesiana is een insectensoort uit de familie Australembiidae, die tot de orde webspinners (Embioptera) behoort. De soort komt voor in Australië.
Metoligotoma pentanesiana is voor het eerst wetenschappelijk beschreven door Davis in 1936.